# Lijst van voetbalinterlands Congo-Kinshasa - Marokko
Deze lijst van voetbalinterlands is een overzicht van alle officiële voetbalwedstrijden tussen de nationale teams van Congo-Kinshasa (dat van 1971 tot 1997 Zaïre heette) en Marokko. De landen hebben tot op heden achttien keer tegen elkaar gespeeld. De eerste ontmoeting, een groepswedstrijd tijdens de Afrika Cup 1972, werd gespeeld in Douala (Kameroen) op 29 februari 1972. Het laatste duel, een groepswedstrijd tijdens het African Championship of Nations 2024, vond plaats op 17 augustus 2025 in Nairobi (Kenia).

## Wedstrijden
| №  | Plaats     | Datum            | Competitie                           | Wedstrijd                | Uitslag |
| -- | ---------- | ---------------- | ------------------------------------ | ------------------------ | ------- |
| 1  | Douala     | 29 februari 1972 | Afrika Cup 1972                      | Zaïre − Marokko          | 1 − 1   |
| 2  | Kinshasa   | 9 december 1973  | WK 1974 kwalificatie                 | Zaïre − Marokko          | 3 − 0   |
| 3  | Rabat      | 23 december 1973 | WK 1974 kwalificatie                 | Marokko − Zaïre          | 0 − 2   |
| 4  | Dire Dawa  | 4 maart 1976     | Afrika Cup 1976                      | Marokko − Zaïre          | 1 − 0   |
| 5  | Casablanca | 25 augustus 1985 | Afrika Cup 1986 kwalificatie         | Marokko − Zaïre          | 1 − 0   |
| 6  | Lubumbashi | 8 september 1985 | Afrika Cup 1986 kwalificatie         | Zaïre − Marokko          | 0 − 0   |
| 7  | Casablanca | 13 maart 1988    | Afrika Cup 1988                      | Marokko − Zaïre          | 1 − 1   |
| 8  | Kinshasa   | 11 juni 1989     | WK 1990 kwalificatie                 | Zaïre − Marokko          | 0 − 0   |
| 9  | Kenitra    | 27 augustus 1989 | WK 1990 kwalificatie                 | Marokko − Zaïre          | 1 − 1   |
| 10 | Ziguinchor | 14 januari 1992  | Afrika Cup 1992                      | Marokko − Zaïre          | 1 − 1   |
| 11 | Settat     | 29 augustus 1996 | Vriendschappelijk                    | Marokko − Zaïre          | 7 − 0   |
| 12 | Rabat      | 9 januari 2006   | Vriendschappelijk                    | Marokko − Congo-Kinshasa | 3 − 0   |
| 13 | Oyem       | 16 januari 2017  | Afrika Cup 2017                      | Congo-Kinshasa − Marokko | 1 − 0   |
| 14 | Rabat      | 13 oktober 2020  | Vriendschappelijk                    | Marokko − Congo-Kinshasa | 1 − 1   |
| 15 | Kinshasa   | 25 maart 2022    | WK 2022 kwalificatie                 | Congo-Kinshasa − Marokko | 1 − 1   |
| 16 | Casablanca | 29 maart 2022    | WK 2022 kwalificatie                 | Marokko − Congo-Kinshasa | 4 − 1   |
| 17 | San-Pédro  | 21 januari 2024  | Afrika Cup 2023                      | Marokko − Congo-Kinshasa | 1 − 1   |
| 18 | Nairobi    | 17 augustus 2025 | African Championship of Nations 2024 | Congo-Kinshasa − Marokko | 1 − 3   |

## Samenvatting
| Competitie                      | Totaal gespeeld | Winst Congo-Kinsh. | Gelijk | Winst Marokko | Doelsaldo Congo-Kinsh. – Marokko |
| ------------------------------- | --------------- | ------------------ | ------ | ------------- | -------------------------------- |
| WK-kwalificatie                 | 6               | 2                  | 3      | 1             | 8 − 6                            |
| Afrika Cup                      | 6               | 1                  | 4      | 1             | 5 − 5                            |
| Afrika Cup-kwalificatie         | 2               | 0                  | 1      | 1             | 0 − 1                            |
| African Championship of Nations | 1               | 0                  | 0      | 1             | 1 − 3                            |
| Vriendschappelijk               | 3               | 0                  | 1      | 2             | 1 − 11                           |
| Totaal                          | 18              | 3                  | 9      | 6             | 15 − 26                          |

Wedstrijden bepaald door strafschoppen worden, in lijn met de FIFA, als een gelijkspel gerekend.
FECOFA · Bondscoaches · Selecties · A-internationals · Vrouwenelftal van Congo-Kinshasa
1960 – 1969 ·
1970 – 1979 ·
1980 – 1989 ·
1990 – 1999 ·
2000 – 2009 ·
2010 – 2019 ·
2020 – 2029
AC 1965 ·
AC 1968 ·
AC 1970 ·
AC 1972 ·
AC 1974 ·
WK 1974 ·
AC 1976 ·
AC 1988 ·
AC 1992 ·
AC 1994 ·
AC 1996 ·
AC 1998 ·
AC 2000 ·
AC 2002 ·
AC 2004 ·
AC 2006 ·
AC 2013
1963 ·
1964 · 
1965 ·
1966 · 
1967 ·
1968 · 
1969 ·
1970 · 
1971 ·
1972 · 
1973 ·
1974 · 
1975 · 
1976 ·
1977 · 
1978 ·
1979 ·
1979 · 
1980 ·
1980 · 
1981 ·
1982 ·
1983 ·
1984 · 
1985 ·
1986 · 
1987 ·
1988 · 
1989 ·
1990 · 
1991 ·
1992 · 
1993 ·
1994 · 
1995 ·
1996 · 
1997 ·
1998 · 
1999 ·
2000 · 
2001 ·
2002 · 
2003 ·
2004 · 
2005 · 
2006 ·
2007 · 
2008 ·
2009 · 
2010 · 
2011 ·
2012 · 
2013 · 
2014 ·
2015 ·
2016 ·
2017 ·
2018 ·
2019 ·
2020 ·
2021 ·
2022 ·
2023
Algerije ·
Angola ·
Bahrein ·
Benin ·
Botswana ·
Brazilië ·
Burkina Faso ·
Burundi ·
Centraal-Afrikaanse Republiek ·
China ·
Congo-Brazzaville ·
Djibouti ·
Egypte ·
Equatoriaal-Guinea ·
Ethiopië ·
Gabon ·
Gambia ·
Ghana ·
Guinee ·
Irak ·
Ivoorkust ·
Joegoslavië ·
Kaapverdië ·
Kameroen ·
Kenia ·
Lesotho ·
Liberia ·
Libië ·
Madagaskar ·
Malawi ·
Mali ·
Marokko ·
Mauritanië ·
Mauritius ·
Mexico ·
Mozambique ·
Namibië ·
Nieuw-Zeeland ·
Niger ·
Nigeria ·
Oeganda ·
Oman ·
Qatar ·
Roemenië ·
Rwanda ·
Saoedi-Arabië ·
Schotland ·
Senegal ·
Seychellen ·
Sierra Leone ·
Soedan ·
Swaziland ·
Tanzania ·
Togo ·
Tsjaad ·
Tunesië ·
Zambia ·
Zimbabwe ·
Zuid-Afrika ·
Zuid-Soedan
FRMF · A-internationals · Bondscoaches · Marokkaans vrouwenelftal · Olympisch elftal · Lokaal · Marokko U23 · Marokko U21 · Marokko U20 · Marokko U19 · Marokko U18 · Marokko U17
1950 – 1959 ·
1960 – 1969 ·
1970 – 1979 ·
1980 – 1989 ·
1990 – 1999 ·
2000 – 2009 ·
2010 – 2019 ·
2020 − 2029
WK 1970 ·
WK 1986 ·
WK 1994 ·
WK 1998 ·
WK 2018 ·
WK 2022
OS 1964 ·
OS 1972 ·
OS 1984 ·
OS 1992 ·
OS 2000 ·
OS 2004 ·
OS 2012
1944 · 
1957 · 
1958 · 
1959 · 
1960 · 
1961 · 
1962 · 
1963 · 
1964 · 
1965 · 
1966 · 
1967 · 
1968 · 
1969 · 
1970 · 
1971 · 
1972 · 
1973 · 
1974 · 
1975 · 
1976 · 
1977 · 
1978 · 
1979 · 
1980 · 
1981 · 
1982 · 
1983 · 
1984 · 
1985 · 
1986 · 
1987 · 
1988 · 
1989 · 
1990 · 
1991 · 
1992 · 
1993 · 
1994 · 
1995 · 
1996 · 
1997 · 
1998 · 
1999 · 
2000 · 
2001 · 
2002 · 
2003 · 
2004 · 
2005 · 
2006 · 
2007 · 
2008 · 
2009 · 
2010 · 
2011 · 
2012 · 
2013 · 
2014 ·
2015 ·
2016 ·
2017 ·
2018 ·
2019 ·
2020 ·
2021 ·
2022 ·
2023 ·
2024
Albanië ·
Algerije ·
Angola ·
Argentinië ·
Armenië ·
Australië ·
Bahrein ·
België ·
Benin ·
Botswana ·
Brazilië ·
Bulgarije ·
Burkina Faso ·
Burundi ·
Canada ·
Centraal-Afrikaanse Republiek ·
Chili ·
China ·
Colombia ·
Comoren ·
Congo-Brazzaville ·
Congo-Kinshasa ·
Costa Rica ·
DDR ·
Denemarken ·
Duitsland ·
Egypte ·
Engeland ·
Equatoriaal-Guinea ·
Estland ·
Ethiopië ·
Finland ·
Frankrijk ·
Gabon ·
Gambia ·
Georgië ·
Ghana ·
Griekenland ·
Guinee ·
Guinee-Bissau ·
Hongkong ·
Ierland ·
India ·
Indonesië ·
Irak ·
Iran ·
Italië ·
Ivoorkust ·
Jamaica ·
Jemen ·
Joegoslavië ·
Jordanië ·
Kaapverdië ·
Kameroen ·
Kenia ·
Koeweit ·
Kroatië ·
Lesotho ·
Libanon ·
Liberia ·
Libië ·
Luxemburg ·
Malawi ·
Maleisië ·
Mali ·
Mauritanië ·
Mexico ·
Mozambique ·
Myanmar ·
Namibië ·
Nederland ·
Nieuw-Zeeland ·
Niger ·
Nigeria ·
Noord-Ierland ·
Noorwegen ·
Oeganda ·
Oekraïne ·
Oezbekistan ·
Oman ·
Palestina ·
Paraguay ·
Peru ·
Polen ·
Portugal ·
Qatar ·
Roemenië ·
Rusland ·
Rwanda ·
Saoedi-Arabië ·
Sao Tomé en Principe ·
Schotland ·
Senegal ·
Servië ·
Sierra Leone ·
Slowakije ·
Soedan ·
Somalië ·
Sovjet-Unie ·
Spanje ·
Syrië ·
Tanzania ·
Thailand ·
Togo ·
Trinidad en Tobago ·
Tsjechië ·
Tunesië ·
Uruguay ·
Verenigde Arabische Emiraten ·
Verenigde Staten ·
Zambia ·
Zimbabwe ·
Zuid-Afrika ·
Zuid-Jemen ·
Zuid-Korea ·
Zwitserland
België (2022) · 
Frankrijk (2022) ·
Iran (2018) · 
Kroatië (2022, 1) ·
Kroatië (2022, 2) ·
Portugal (2018) · 
Portugal (2022) ·
Spanje (2018) ·
Spanje (2022)